# 덱스터의 실험실
《덱스터의 실험실》(Dexters Laboratory)은 카툰 네트워크에서 방영한 코미디 SF 애니메이션이다. 또한 덱스터의 실험실은 겐디 타르타코브스키가 기획했으며, 카툰 네트워크 스튜디오와 해나 바베라에서 제작하였다. 그리고 덱스터의 실험실은 자신만의 비밀 실험실을 갖고 있는 천재 과학 소년 덱스터와 덱스터의 누나 디디의 이야기를 다루고 있다. 또한 파일럿 에피소드는 《왓 어 카툰!》을 통해 1995년 2월 26일 처음 방영되었다. 그리고 1996년 4월 28일 정식 첫 방영을 시작했으며, 2003년 11월 20일에 종영하였다. 같은 이름의 재부팅을 생산하는 동안 2020년에 HBO Max를 오랫동안 개발했다.

## 등장 인물
- 덱스터(Dexter, 시즌 1~3 성우: 크리스틴 카바노프, 시즌 3~4 성우: 캔디 밀로)

아이큐가 200이 넘는 꼬마 과학자이다. 그는 부모님 몰래 자신의 침실과 연결된 비밀 실험실을 가지고 있다. 원자, 화학 생명 등 아이슈타인의 상대성 원리에 근접할 만큼 엄청나고 대단한 이론과 발명품을 실제로 성공하고 입증 하였으나 그의 발명품과 이론은 확립되는 즉시 누나 디디가 사용하게 되어 항상 스토리의 사건을 시작하는 중심이 된다.
- 디디(Dee Dee, 시즌 1·3 성우: 앨리슨 무어, 시즌 2·4 성우: 캣 크레시다)

항상 발레복장으로 일관하는 소녀로 덱스터의 친누나이다. 덱스터가 실험을 할시 항상 나타나 방해를 일삼는 것은 물론이고, 마음대로 사용해서 항상 일을 크게 만든다. 덱스터가 만든 물건이 파괴된다면 100% 다 디디의 탓이며, 덱스터가 만들 물건 근처에 디디가 나타난다면 필시 그물건은 파괴된다고 보면된다.이렇게 남의 물건도 마음대로 사용하고, 장난도 심하게 치나 이외로 어울리지 않게 소녀감성의 소녀다. 어찌보면 자신이 하는 일이 뭔지도 모르는 것 같다.
- 아버지(성우: 제프 베넷)

덱스터와 디디의 아버지이자 머핀광이다. 덱스터가 자신의 비밀 실험실을 가지고 있는 것을 모르고 있다.
- 어머니(성우: 캐스 수시)

덱스터와 디디의 어머니. 요리를 잘하고 아버지와 마찬가지로 덱스터의 비밀 실험실을 모르고 있다.
- 몽키(Monkey, 성우: 프랭크 웰커)

덱스터의 실험용 동물로 슈퍼몽키로 변신할 수 있다.
- 수잔 "맨다크" 아스트로노브(Susan "Mandark" Astronomonov, 성우: 에디 디즌)

덱스터의 라이벌. 덱스터의 누나 디디를 좋아한다.

## 같이 보기
- 파워퍼프걸